# Vinovo
Vinovo (Vineuv in piemontese) è un comune italiano di 15 330 abitanti della città metropolitana di Torino, in Piemonte, situato presso la seconda cintura della città capoluogo.

## Geografia fisica

### Territorio
Nel territorio di Vinovo, ai margini del nucleo abitativo originario e principale, scorre il torrente Chisola che va a sfociare in Po nei pressi di Moncalieri.

## Storia
La città ha una storia che affonda le sue radici in tempi molto antichi: sono stati infatti ritrovati in questa zona reperti risalenti al V secolo d.C. I documenti storici coevi, che citano quella che sarà l'odierna Vinovo, risalgono al 1040: in quell'anno un atto notarile certifica che i marchesi Romagnano donano all'abbazia di San Silano di Romagnano alcuni terreni siti nel territorio di Vinovo. In questo documento il territorio è indicato come Vicus Novus (in latino: "Villaggio nuovo"), nome che permase per tutto il Medioevo.
Nel 1268 un atto di vendita vede l'affacciarsi, nella storia locale, della famiglia Della Rovere, che diventerà feudataria di Vinovo nel 1400. La nascita del Comune è datata 1458, quando il duca Ludovico di Savoia concede alla Comunità Vinovese gli Statuti, a difesa dei cittadini. Con la morte dell'ultimo discendente dei Della Rovere, nel 1692, il feudo viene ceduto ai Conti delle Lanze che ne godranno il possesso sino al 1732. In quell'anno il cardinale Carlo Vittorio Amedeo Ignazio delle Lanze cede la città al re Carlo Emanuele III, che ne fa dono, insieme a Stupinigi, alla Commenda dell'Ordine dei Santi Maurizio e Lazzaro.
 L'Ordine viene soppresso nel 1800, e molte terre vengono vendute a privati e solo dopo il 1815, anno del ritorno dei Savoia nei loro possedimenti piemontesi, ne viene ricostruito il patrimonio con Stupinigi, e parte di Vinovo: il castello, alcuni terreni, le cascine e i boschi. Nel 1865 la frazione di Stupinigi viene definitivamente separata da Vinovo e annessa a Nichelino.
Nel 1775 parte del castello viene adibita a fabbrica per la lavorazione di maioliche e porcellane, che, negli anni a seguire, assurge a livelli di grande rinomanza, sotto la direzione di Vittorio Amedeo Gioanetti. Alla fine dell'800, all'industria ceramica si affiancano le fornaci e le filande, con un proporzionale aumento della popolazione, e conseguente espansione dell'abitato; si rende necessario edificare il municipio, le scuole, l'asilo e una Casa del Cottolengo.
Segno di progresso e di acquisita importanza è, nel 1882, l'inaugurazione di una linea tranviaria che dalla stazione torinese di Porta Nuova porta a Vinovo; questa viene poi soppressa nel 1934, e sostituita con autocorriere di linea.
La notte dell'11 settembre 1941 il paese subisce un bombardamento da parte degli aerei della RAF, che provoca tre feriti e la distruzione di molte case.

### Simboli
L'attuale stemma di Vinovo venne approvato dal consiglio comunale il 4 maggio 1917 e concesso con regio decreto del 13 gennaio 1918.
Nello stemma vi è un riferimento al blasone dei Marchesi di Romagnano (d'azzurro, alla banda d'argento, accostata da due filetti, d'oro), antichi feudatari del paese. Per ornamenti dello scudo furono scelti due rami di pino fruttati d'oro, come nel cimiero dei Romagnano, e per ricordare l’origine del Comune venne aggiunta la legenda Vicus Novus.
Il gonfalone è un drappo di azzurro.

## Monumenti e luoghi d'interesse

### Architetture religiose
Chiesa di San Bartolomeo

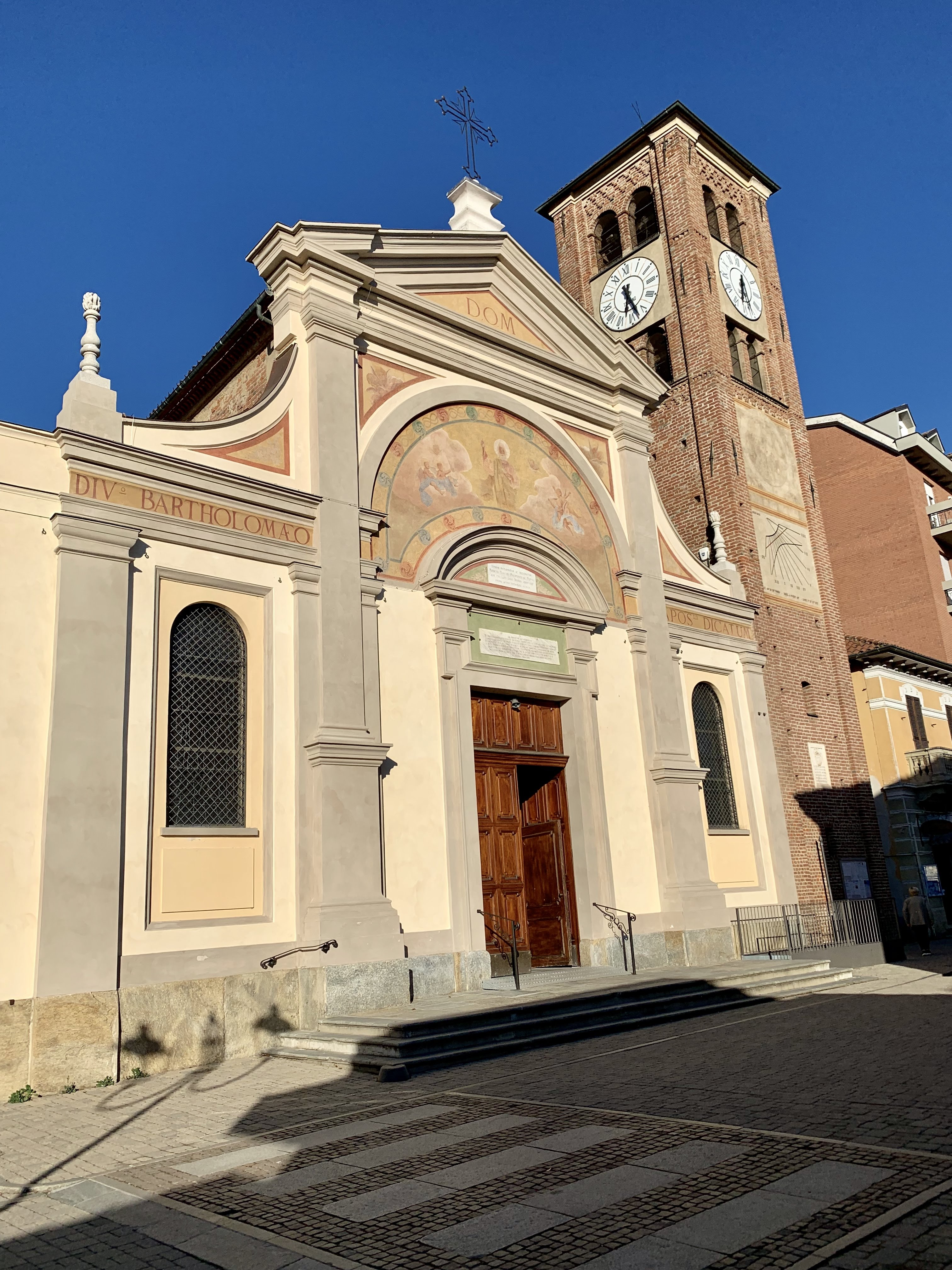
La chiesa parrocchiale di San Bartolomeo Apostolo

Eretta nel 1451 come ampliamento della cappella privata dei Della Rovere, e dedicata a san Bartolomeo, subentrò allora come chiesa parrocchiale a quella di San Desiderio. Nel 1615 venne ampliata e rimaneggiata, dandole le forme che grosso modo si possono osservare oggi. Durante la guerra del Monferrato, il 4 agosto 1630 alcuni squadroni di cavalleria la incendiarono; cessata la battaglia la chiesa fu ricostruita.
Tra il gennaio 1784 ed il luglio 1789 l'architetto Lodovico Bò elaborò cinque disegni per l'ingrandimento della chiesa parrocchiale, composti da una pianta (su cui si legge lo stato di fatto e la proposta di arretramento della facciata per dillatar la Contrada), una sezione longitudinale sulle cappelle e un prospetto, oltre che dal progetto per il nuovo altare e da quello per le porte centrale e laterali. Partendo dalla considerazione che gran parte della muratura delle cappelle esistenti versava in cattive condizioni, Bò proponeva di cogliere l'occasione per ampliare le cappelle e per arretrare la facciata della chiesa di quattro piedi (poco più di due metri), in modo da dare più spazio alla via antistante la chiesa.
Tale progetto, conservato presso l'Archivio dell'Ordine Mauriziano insieme al calcolo della spesa prevista per l'esecuzione dei lavori, venne però quasi del tutto accantonato, e solo l'altare maggiore venne realizzato secondo le indicazioni dell'architetto.
Chiesa di San Desiderio

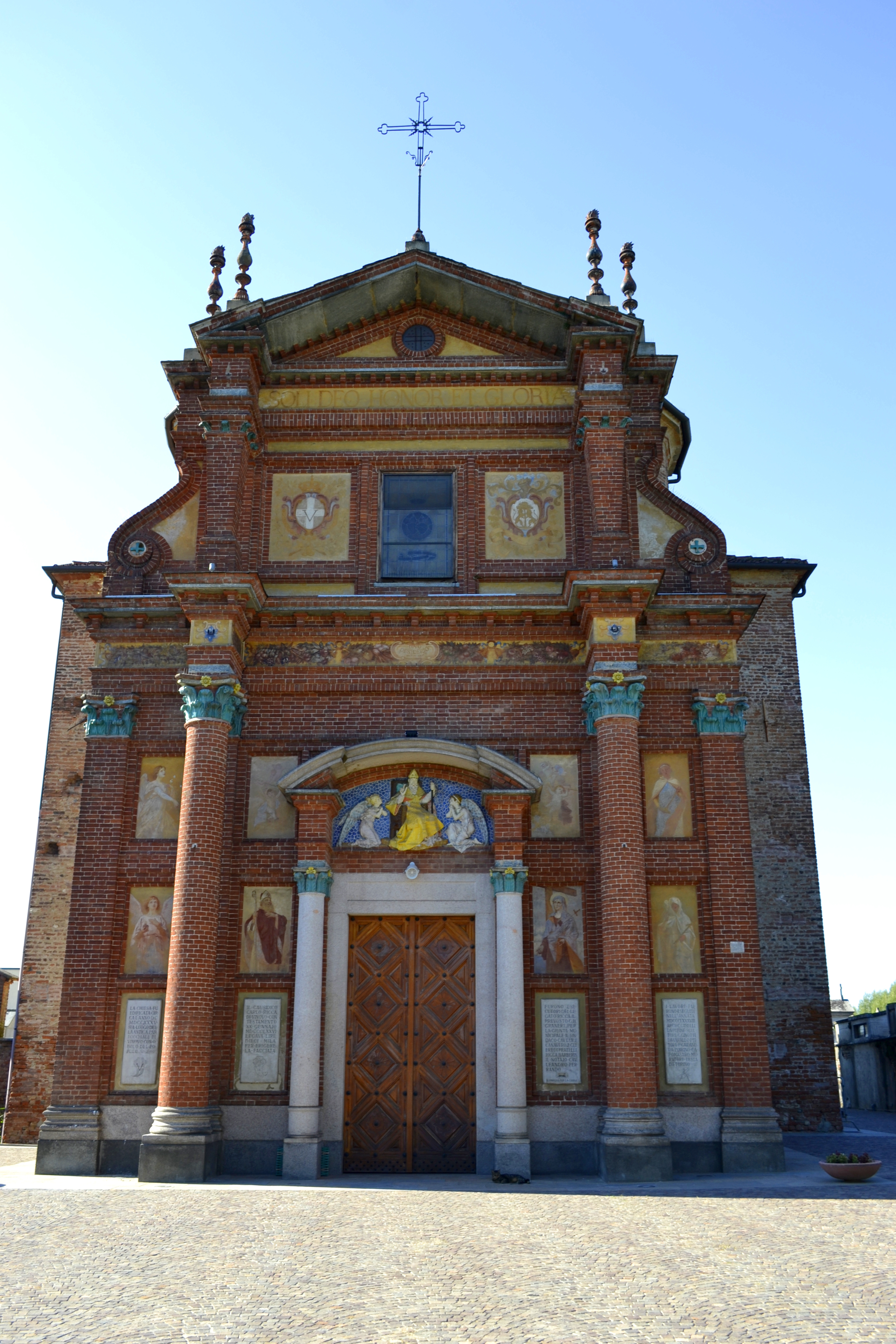
La chiesa di San Desiderio

Chiesa cimiteriale eretta nella prima metà del XVIII secolo sulle rovine dell'antecedente cappella del santuario di San Desiderio di Vienne (iniziale patrono del paese) costruita per conservare l'immagine della Madonna Addolorata presente ancor prima della cappella (l'autore dell'opera è ancor'oggi sconosciuto). La cappella di San Desiderio era molto più piccola dell'attuale chiesa ed era isolata in aperta campagna, pur costituendo chiesa parrocchiale. L'8 marzo 1451, con atto notarile, la sede della parrocchia fu trasferita alla cappella di S. Bartolomeo, posta nel centro e facente parte del primo Castello Della Rovere. Da quel momento, la cappella di S. Bartolomeo fu destinata alla comunità vinovese e ottenne il titolo di chiesa parrocchiale. Alla chiesa di San Desiderio rimase la funzione della custodia dell'immagine della Madonna Addolorata (e la sede per la sua venerazione). Nel 1702 il marchese Carlo Francesco Delle Lanze, conte di Sales, successore dei Della Rovere nel possedimento di Vinovo, ne fece oggetto di ristrutturazione. Un'altra radicale sistemazione edilizia fu eseguita nel 1735: la chiesa fu praticamente ricostruita con una pianta a croce greca e con gli interni dominati dall'ordine corinzio, mentre del precedente edificio rimase probabilmente il solo muro dell'abside, sul quale è dipinto l'antico affresco. La facciata fu progettata dall'ingegnere Crescentino Caselli ed eseguita tra il 1888-89. Intorno alla chiesa, a partire dal 1820-21, prese corpo e via via fu ampliato il cimitero comunale.
Chiesa di Santa Croce (o dij Batù)

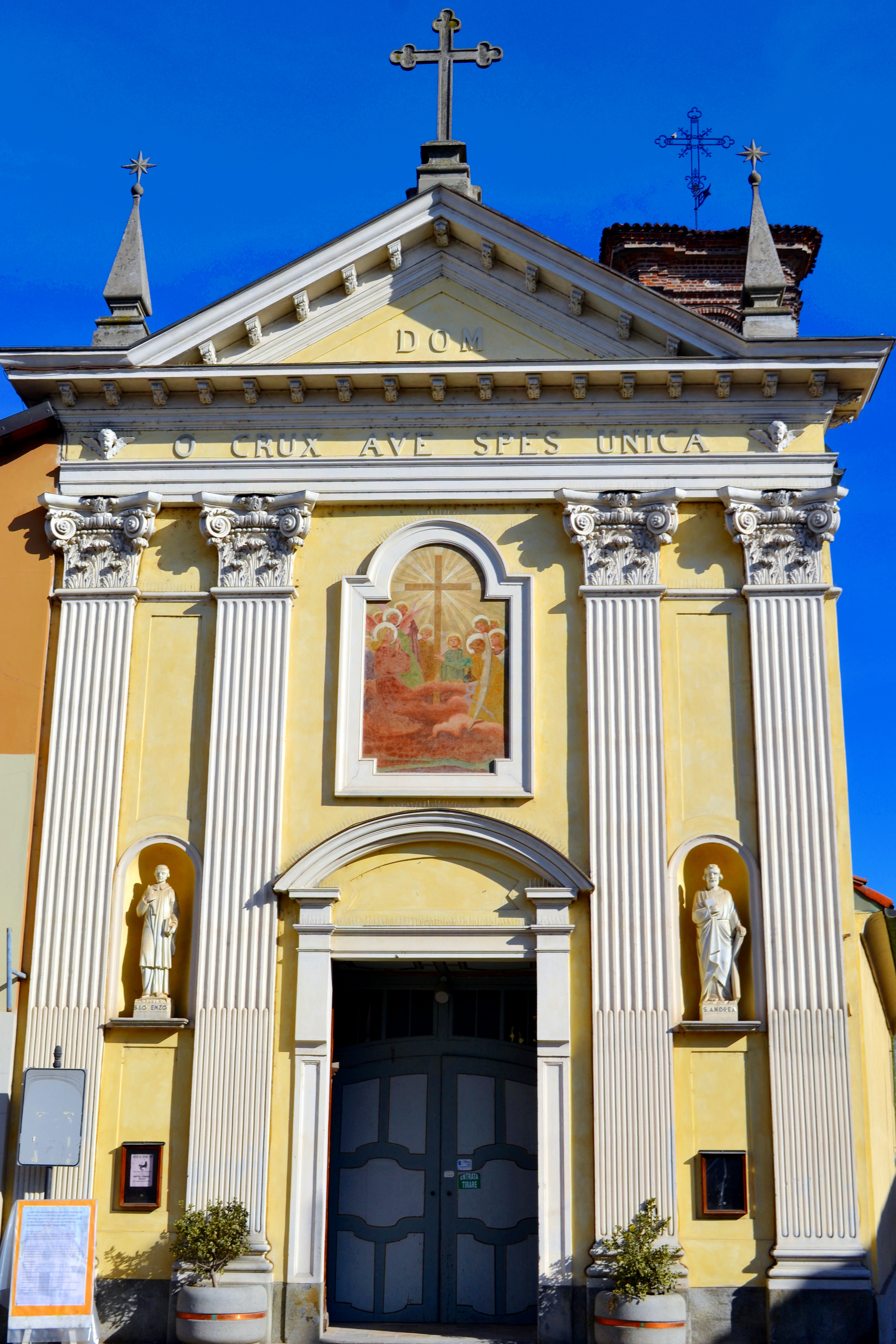
La Chiesa di Santa Croce (o dij Batù) Vinovo

Fu innalzata nella seconda metà del XV secolo ed adibita a sede di culto per la Compagnia dei Flagellanti (in piemontese, Batù). Con la fondazione nel 1577 della Confraternita di Santa Croce per opera di Bartolomeo Feccia, la chiesa nel corso dei secoli subì molti cambiamenti e miglioramenti. I confratelli di Santa Croce durante le processioni, erano rivestiti di un camice bianco e con il capo ricoperto da un cappuccio bianco, ed erano appunto detti i Batù. Grazie alle offerte che provenivano da fonti diverse (quote che venivano versate per ogni sepoltura ed elemosine anonime) nel 1601 furono comprati due candelieri di ottone ed i relativi ceri e nell'aprile del 1603 furono completati i lavori dell'altare.
Nel 1612 i maestri Giovanni Maria Sarasino e Antonio Franchetto piazzarono la porta della chiesa. Nel 1751 iniziarono i lavori per l'edificazione di un nuovo campanile «…per poter regere detta Campana, ed a ciò si senta più lontano il sono della medesima». La nuova costruzione sarebbe sorta lateralmente all'asse della navata ed avrebbe misurato circa sei metri dall'altezza del tetto della chiesa. Nei primi anni dell'Ottocento i confratelli comprarono un nuovo organo per 150 lire. Durante la seconda guerra mondiale sul campanile fu montato, da parte dei militari, un posto di avvistamento antiaereo e nel 1945 i militanti della resistenza vinovesi e partigiani trovarono rifugio sul campanile, per sfuggire alle pattuglie nazifasciste. All'interno è presente un bel coro ligneo, intagliato dai mastri Bartolomeo Borello e Francesco Antonio Rochie nel 1715 e restaurato nel 2010. Dal 2000 viene utilizzato in periodo natalizio per la "Mostra dei Presepi Memorial Angela Penati" organizzata dalla Famija Vinoveisa. Dal 2011 iniziarono i lavori di restauro della chiesa, che sono stati completati nel maggio del 2015. Nel giugno del 2017 un violento nubifragio ha distrutto la croce posta al vertice della facciata.

### Architetture civili
Castello Della Rovere

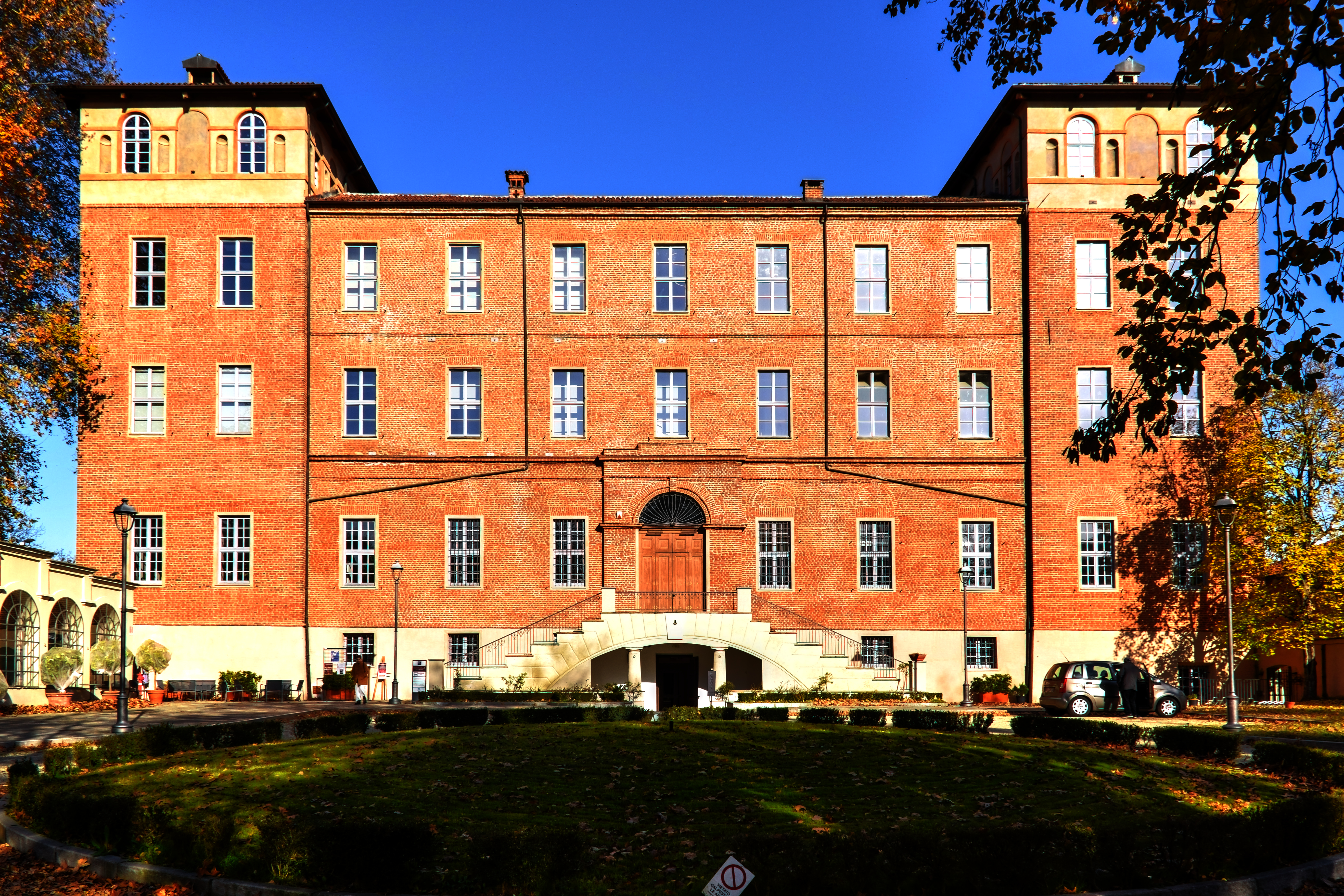
Il Castello dei Della Rovere

Il Castello Della Rovere è un palazzo di stile rinascimentale eretto fra il 1480 ed il 1517 su disegno dell'architetto Baccio Pontelli e prospetta sull'attuale piazza Rey. Fu eretto per volere del cardinale Domenico Della Rovere, originario di Vinovo.
Municipio

In primo piano parte della nuova piazza Marconi, sullo sfondo il Municipio di Vinovo.

Fino alla fine del XVIII secolo circa, il municipio di Vinovo ebbe sede nella cascina della famiglia Farò (che un tempo era proprietà del conte Castelli di Sessant ed è stata demolita nel 2012 a causa della riqualificazione del centro storico) dietro l'abside della chiesa parrocchiale; successivamente venne trasferito nella casa Marchiaro di via San Bartolomeo. Poco dopo la proclamazione del Regno d'Italia il Comune venne provvisoriamente trasferito in piazza delle Grida, attuale casa d'angolo di via Cottolengo con via Don Mazzolari.
Qualche anno dopo, nel 1878, il Comune di Vinovo, dovendo trasferire il municipio in una nuova e più ampia sede, acquistò per 26 000 lire la vecchia villa della contessa Bosco di Ruffino, pervenuta in eredità dal conte Prospero Castelli di Sessant, nell'attuale piazza Marconi.
L'edificio subì nel corso degli anni radicali trasformazioni, la più grave in conseguenza del bombardamento dell'11 settembre 1941. In quella notte un gruppo di aerei da bombardamento della RAF scaricò un grappolo di bombe incendiarie sul centro di Vinovo colpendo anche il palazzo municipale. Le facciate furono aggiunte negli anni 1972-1973 in una delle successive ristrutturazioni, nel 1978-79 fu integrata una manica verso via Marconi e furono radicalmente ristrutturati i locali interni. Nel 2013 sono stati completati i lavori di rifacimento di piazza Marconi, che dopo 130 anni ritorna ad ospitare un'area verde aperta a tutti. Nel 2016 sono avvenuti i lavori di rifacimento della facciata. ll colore grigio che oggi si vede e che risulta compatibile e coerente con l'impostazione di eleganza e raffinatezza delle cromie barocche sei-settecentesche, epoca a cui si può far risalire l'impianto della vecchia villa, ora divenuta sede del palazzo comunale, è stato rinvenuto grazie a un'antica finestra sul lato di via Marconi che era stata tamponata e che conservava intatto sulle spallette l'intonaco con la sua colorazione originaria.
Il colore corrisponde anche a ciò che alcune testimonianze storiche di anziani di Vinovo hanno riferito, ma che non era mai stato possibile documentare; le stesse fotografie di fine ottocento - inizio novecento, messe gentilmente a disposizione dallo storico Gervasio Cambiano, benché in bianco e nero, evidenziano il tenue rapporto cromatico tra fondi e parti in rilievo e non compaiono mai le cornici chiare ed in rilievo intorno alle finestre.
I serramenti delle finestre sono stati rinnovati ed il disegno a quattro vetri è stato desunto dalle stesse fotografie così come il loro colore che, seguendo la coerenza dell'impostazione barocca, si abbina a quello degli intonaci e, analogamente, sono state rimosse le persiane che vengono sostituite dagli scuri interni. Nel 2020 il palazzo comunale è diventato tra i primi municipi d'Italia a zero emissioni: attraverso l’inserimento di una turbina lungo il canale della Bealera, collegata al palazzo comunale, si ha il ricavo di energia che alimenta il riscaldamento e le luci dell'edificio.
Scuola Luigi Rey

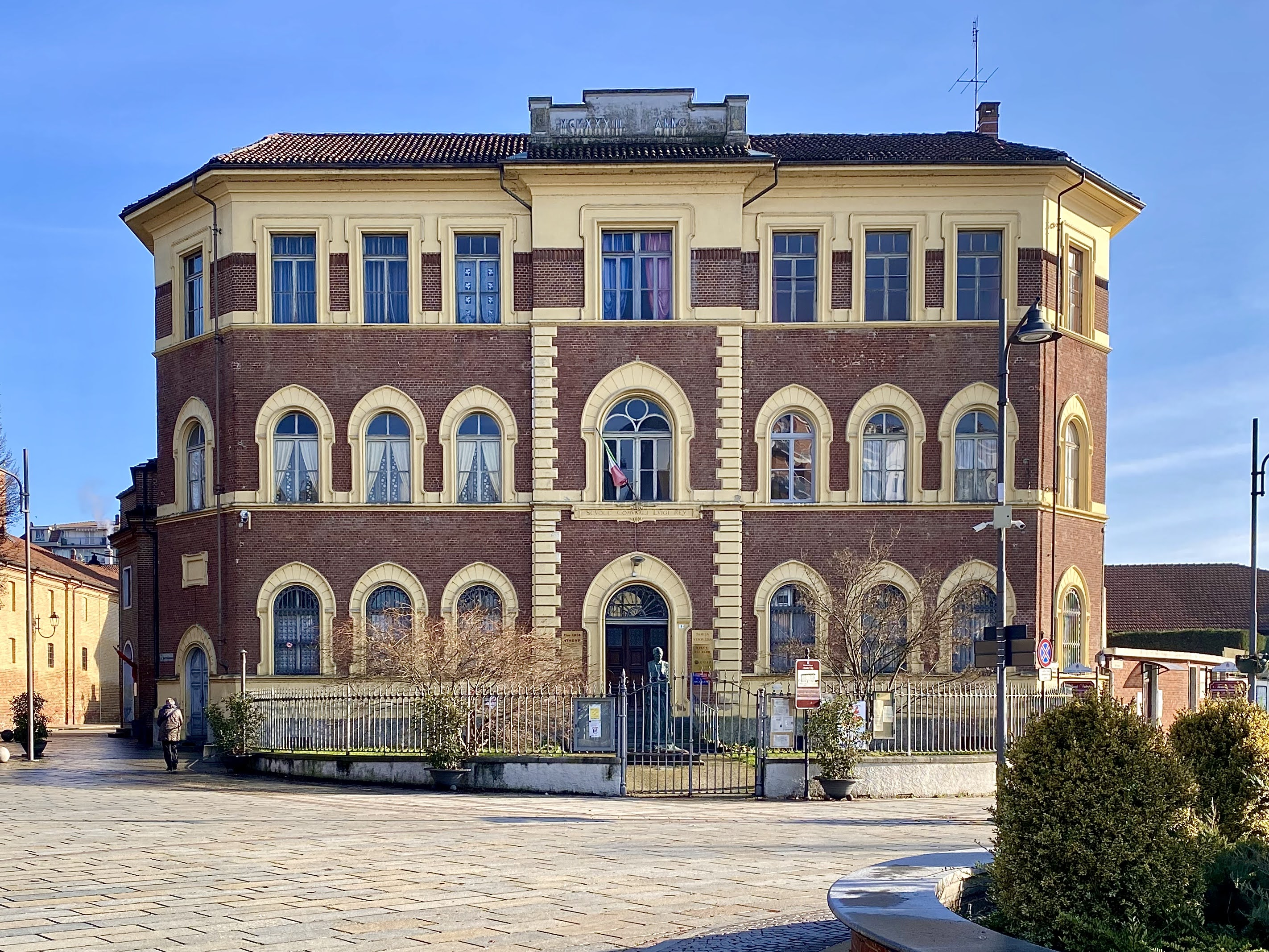
La ex-Scuola Luigi Rey.

Interessante esempio di architettura di fine Ottocento, fu sede della prima scuola elementare di Vinovo, omaggio dell'industriale Luigi Rey. Realizzata dall'architetto Caselli, prospetta sull'omonima piazza Rey, avendo alla sua sinistra il lato frontale del Castello Della Rovere. Negli anni 1934-35 venne elevato di un piano, in seguito all'aumento della popolazione scolastica, e venne utilizzato sino al 1968, anno in cui venne edificato il nuovo complesso della scuola media "Gioanetti" e in seguito la scuola elementare "Don Milani". Con il trasferimento di tutte le classi nel nuovo edificio di via De Amicis, nel 1980 venne definitivamente chiusa la scuola "Luigi Rey". Attualmente è sede di numerose associazioni locali.
Il Cottolengo

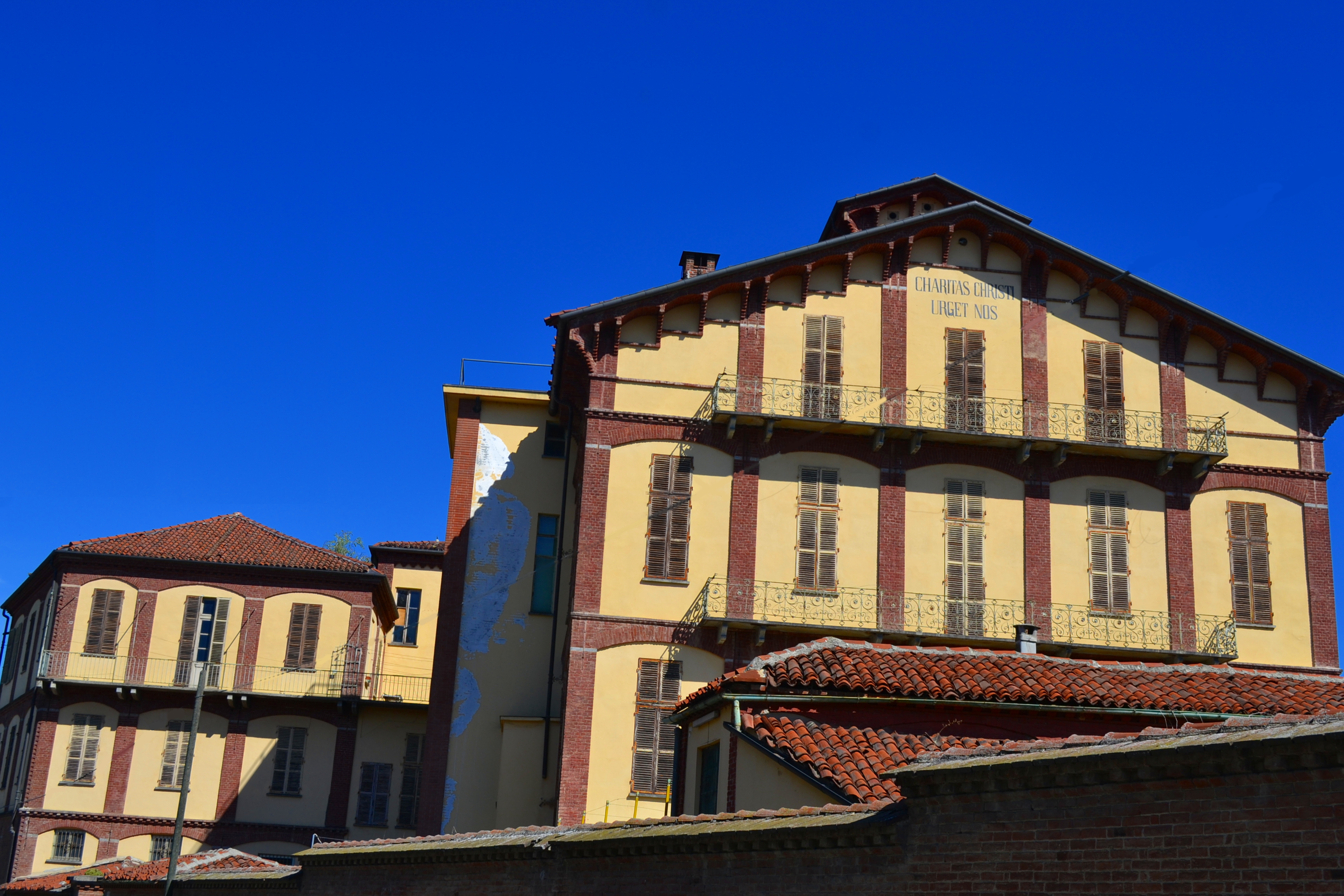
Il Cottolengo di Vinovo

La Piccola Casa della Provvidenza (conosciuta come "Cottolengo") di Vinovo fu inaugurata il 30 dicembre 1889 con i primi 10 letti per ammalati. Don Luigi Altina fu l’artefice ed il primo Rettore fino alla morte, avvenuta fu nel 1941. Questa bella iniziativa fu intrapresa grazie a vari lasciti di cittadini vinovesi. Poi tra il 1891 e il 1895 fu edificato l’attuale grande edificio centrale, secondo il progetto dell’ingegnere Crescentino Caselli da Fubine per dare accoglienza a persone senza o con scarsi mezzi di sussistenza, molto spesso non autosufficienti o non assistibili a domicilio per carenza o insufficienza di supporto familiare o di ambiente adatto alle loro esigenze. L'edificio principale ospitava l'area abitativa e i servizi di vita collettiva, mentre le strutture del borgo erano in parte destinate al ricovero del bestiame e in parte costituivano supporto all'attività agroalimentare e artigianale esercitate dagli stessi ospiti del centro di accoglienza. Negli anni ‘20 vi erano oltre 60 suore e circa 100 ricoverati d’ambo i sessi. Durante gli anni 1918-1919, fu sede di un lazzaretto per i soldati galiziani dell'esercito austriaco, presi prigionieri dalle truppe italiane nella zona del Piave. Nel 1941-1945 la superiora suor Valeriana, aprì le porte del Cottolengo agli abitanti di San Martino in cerca di riparo dalle incursioni aeree Alleate. In seguito diede ricovero ai prigionieri americani in fuga dopo l'8 settembre 1943, a partigiani feriti ed ammalati ed anche a tedeschi feriti. Oggi l'edificio del Cottolengo è disabitato e non offre più servizi di ospitalità e di assistenza. Nel 2018 il Comune di Vinovo è rientrato in possesso dell'edificio e del parco antistante. Nel 2022 il Comune di Vinovo ha ottenuto 9 milioni di euro dai fondi del PNRR per la riqualificazione dell'edificio e dell'area, che prevederà, a lavori ultimati entro il 2026, un centro di aggregazione giovanile, sviluppo di attività culturali, ampliamento di spazi per anziani, uno spazio per le nuove proposte di formazione da spendere nel mondo del lavoro e potenziamento della cooperazione internazionale.
La Rotonda

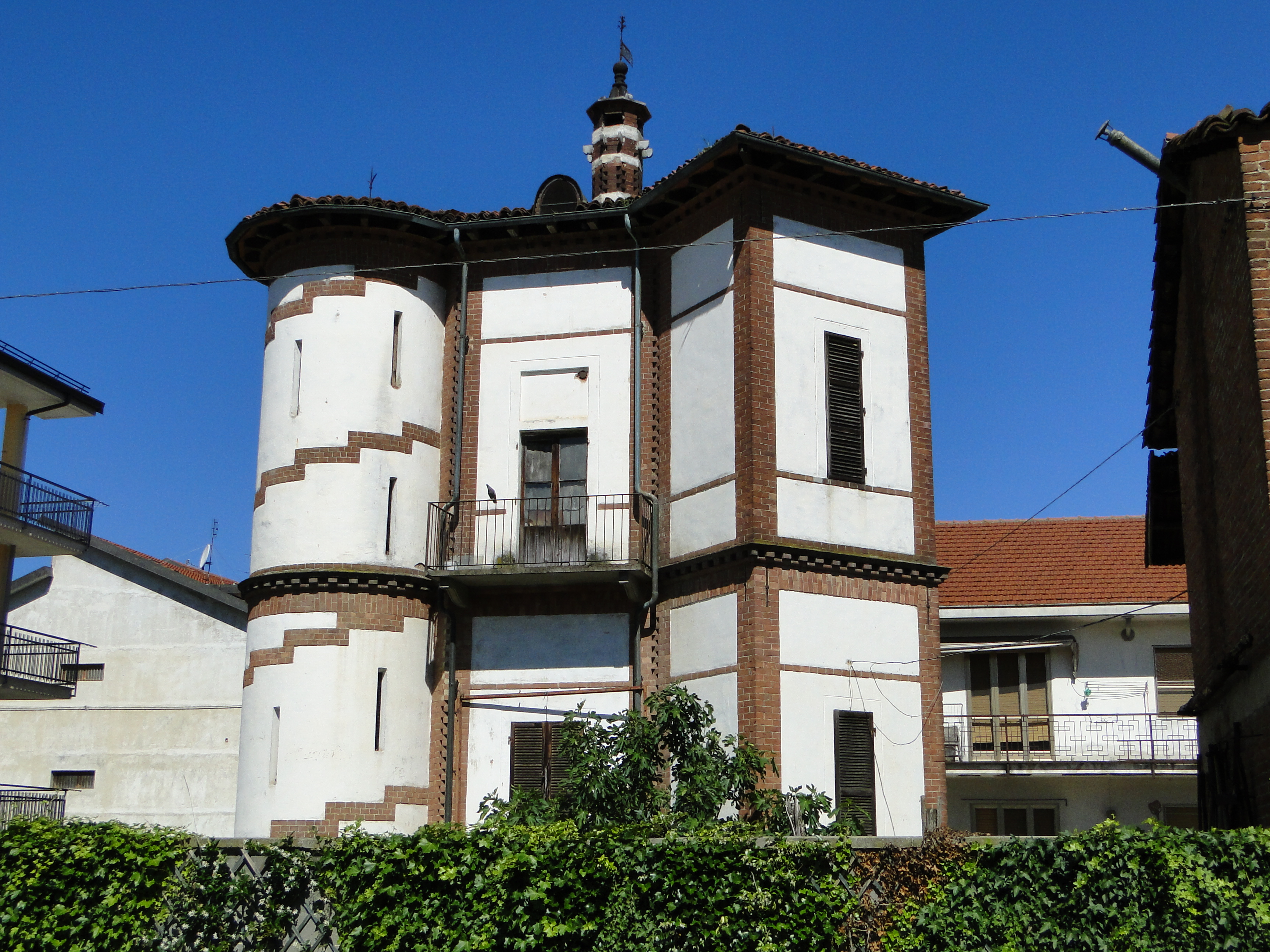
La cosiddetta Rotonda.

Pregevole ed originale edificio fatto erigere nella zona esterna meridionale del territorio comunale alla fine dell'Ottocento, su progetto dell'ingegnere Crescentino Caselli, da parte di un notaio torinese come sua "casa di campagna". Fu sede di un Circolo Socialista dal 1919 al 1922, anno in cui fu dato alle fiamme da una squadra fascista. Oggi appartiene a privati che vi abitano.
L'ala comunale don Donadio
L'ala comunale don Donadio (detta anche "ala del mercato") è posta all'incrocio delle due vie principali, vicino al Palazzo Comunale. L'attuale architettura è anch'essa opera dell'architetto Caselli, la cui impronta è ben riconoscibile nella fuga degli archi rampanti e nei mattoni rossi prodotti nelle fornaci locali, oltre che nei tiranti in ferro utili a mantenere l'equilibrio della struttura. L'edificio venne costruito negli anni 1580-1585 a cura della Compagnia di Santa Croce. Oggi l'ala ospita eventi e manifestazioni temporanee.

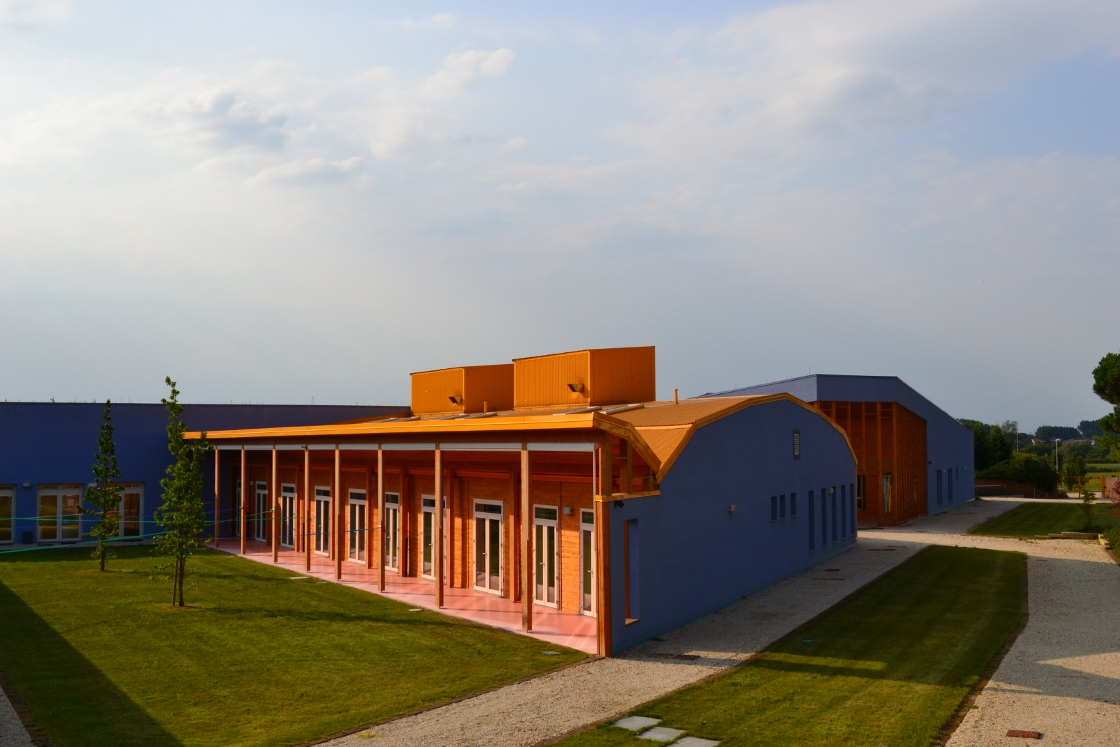
La scuola statale per l'infanzia "Emanuele Luzzati"

La scuola materna ecologica Emanuele Luzzati
Il 20 novembre 2010 è stata inaugurata la nuova scuola dell'infanzia realizzata secondo rigorosi criteri di risparmio energetico e di sostenibilità ambientale. Situata in via Garibaldi, vicina al centro storico, è direttamente affacciata sul grande parco del Castello. Costruita interamente con elementi di legno prefabbricati assemblati tra loro sul posto, la scuola non è collegata alla rete del gas metano, non utilizza energia da combustibili fossili e quindi non sostiene spese per il riscaldamento degli ambienti, dell'acqua e dell'energia elettrica. Il 21 marzo 2014 la scuola è stata intitolata a Emanuele Luzzati, all'ingresso è presente l'Araba Fenice, liberamente ispirata alle sue opere, interamente disegnata e realizzata in ceramica dalla professoressa Paola Armone: simboleggia la vita che sboccia come i bambini alla scuola dell'infanzia.

## Società

### Evoluzione demografica
Negli ultimi sessanta anni, a partire dal 1961, la popolazione residente è quadruplicata.
Abitanti censiti

### Etnie e minoranze straniere
Al 31 dicembre 2023 gli stranieri residenti sono 636, pari al 4,29% della popolazione.

## Cultura

### Musica

#### La Filarmonica
La Filarmonica Vinovese "Giuseppe Verdi" nacque ufficialmente nel marzo 1847, in occasione della visita pastorale dell'arcidiocesi di Torino, Luigi Fransoni. Nel corso degli anni divenne celebre in tutto il Piemonte, tanto che a causa dei numerosi impegni, la banda dovette dividersi in due. La banda musicale di Vinovo continuò nel servizio gratuito e volontario a tutta la cittadinanza e negli anni cinquanta riuscì finalmente a ottenere una sede stabile. Nel 1999, la filarmonica partecipò come unica rappresentante per l'Italia al 20º Osterreichisches Blasmusikfest di Vienna.

### Biblioteche
A Vinovo è presente la biblioteca civica "Castello della Rovere", così chiamata in quanto ha sede in quel complesso.

## Geografia antropica

### Urbanistica
La ricostruzione del dopoguerra ha portato all'insediamento di nuove industrie di legnami e metalmeccaniche. Tra il 1955 ed il 1970 sono arrivati in paese molti immigrati provenienti dalla Romagna, dal Veneto e dalle regioni del sud, tant'è che in quest'ultimo terzo di secolo la popolazione è passata dai circa 2 500 abitanti del 1940 agli attuali 15 000. Il paese non ha più le caratteristiche del paese agricolo di un tempo e, all'inizio degli anni 2000, la chiusura della maggior parte delle industrie locali che un tempo offrivano lavoro anche a molti vinovesi, ha inflitto un duro colpo al settore secondario di Vinovo.

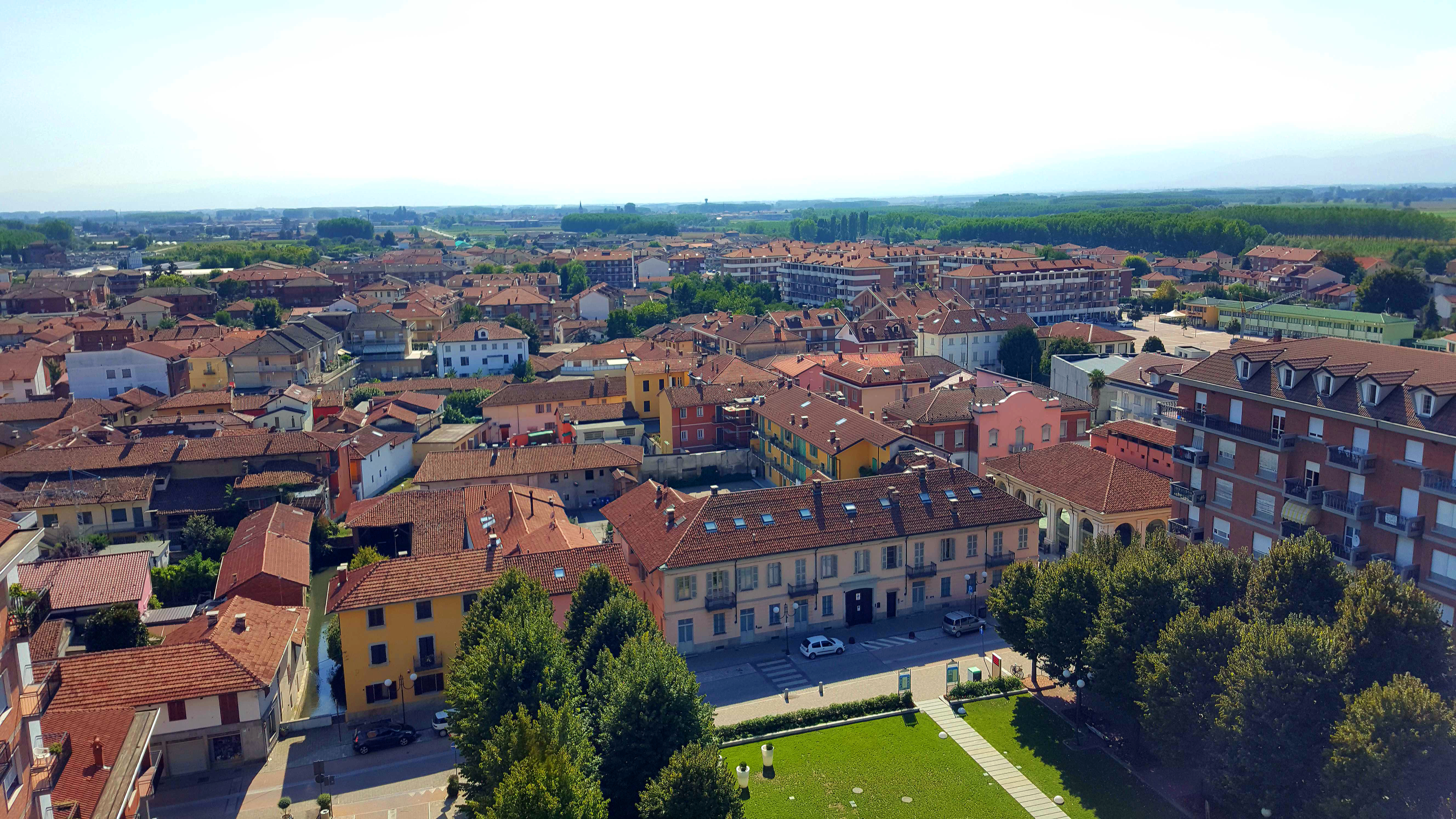
Veduta dalla Torre dell'orologio, Piazza Marconi

Nel corso degli ultimi anni il centro storico ha subito notevoli trasformazioni: sono stati resi pedonali un tratto di via Marconi, di via San Bartolomeo (davanti alla Cascina Don Gerardo) e di una parte di piazza Rey (tra il castello e l'ex scuola "L. Rey") la quale è stata rinnovata con l'installazione di una fontana; la ex zona industriale centrale è stata demolita per fare spazio a una nuova piazza, piazza Due Giugno. Nel 2009 l'oratorio si è spostato nella parzialmente ristrutturata Cascina Don Gerardo e il vecchio cortile è stato trasformato in una piazzetta di libero accesso che collega via Roma a via San Bartolomeo.
Nel 2011 la Cascina Farò, nel cuore del centro, è stata demolita per far spazio ad un parcheggio mentre nel 2012 è stata inaugurata, in via Padre Aliberti, la prima casa di riposo nel territorio vinovese.
Nel corso degli ultimi anni Vinovo ha conosciuto un'espansione edilizia, per cui alcune ex aree industriali sono state riqualificate, come il Villaggio "I Cavalieri", mentre sono sorte nuove abitazioni tra via La Loggia e via Carignano con la creazione di nuove vie come via Valetti.

### Frazioni
Il territorio comunale piuttosto esteso, conta un centro storico, frazioni, alcune delle quali distanti più chilometri dal centro, e alcuni villaggi residenziali, la più numerosa per popolazione delle frazioni è Garino, che si trova al confine con Nichelino.

## Amministrazione
Di seguito è presentata una tabella relativa alle amministrazioni che si sono succedute in questo comune.

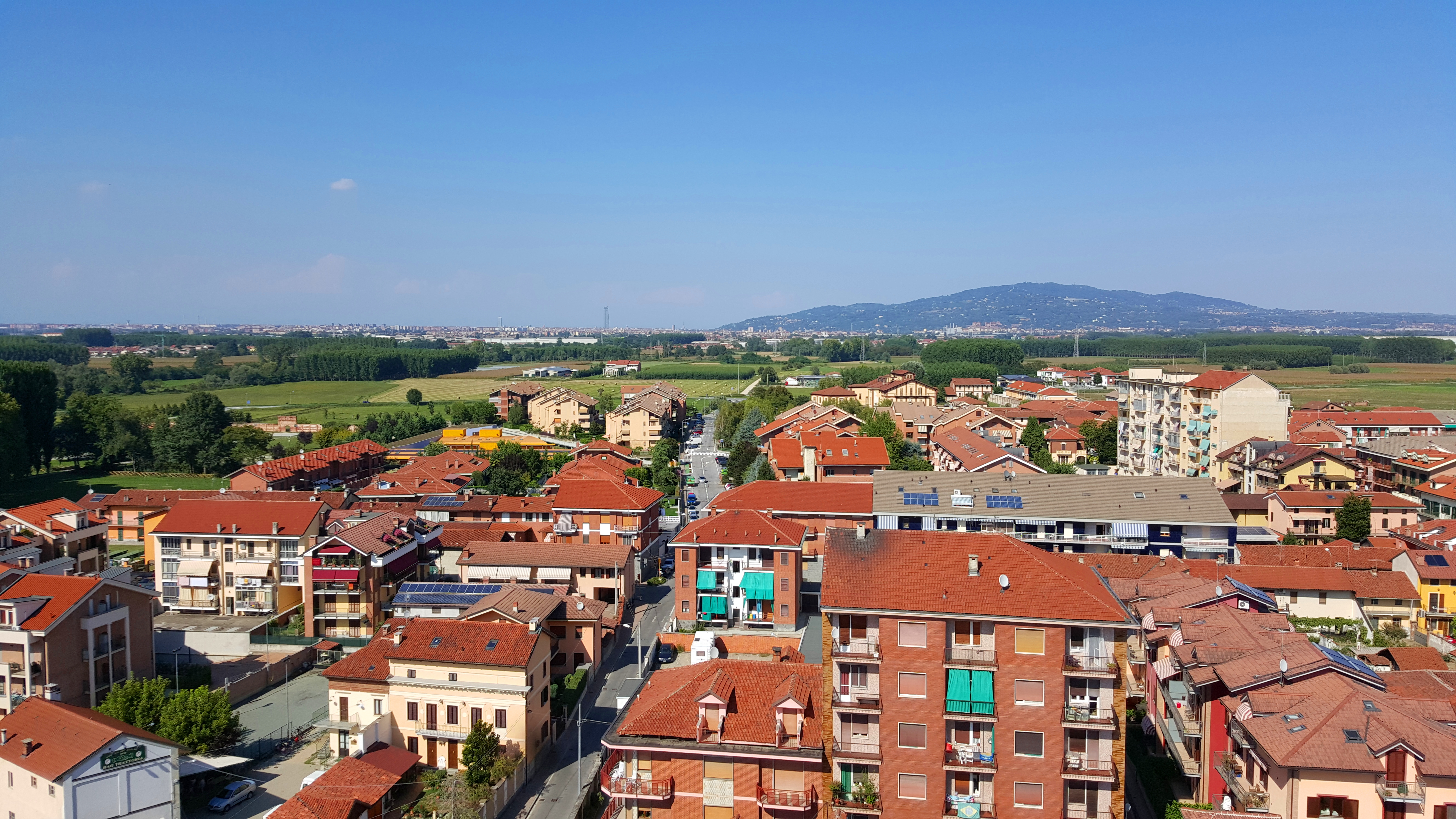
Veduta di Vinovo dalla Torre

| Periodo         | Periodo         | Primo cittadino            | Partito                                            | Carica  | Note   |
| --------------- | --------------- | -------------------------- | -------------------------------------------------- | ------- | ------ |
| 5 maggio 1987   | 27 giugno 1990  | Giuseppe Mairo             | Democrazia Cristiana                               | Sindaco | [ 23 ] |
| 27 giugno 1990  | 9 novembre 1990 | Gianfranco Porqueddu       | Democrazia Cristiana                               | Sindaco | [ 23 ] |
| 9 novembre 1990 | 24 aprile 1995  | Silvio Anghilante          | Partito Socialista Italiano                        | Sindaco | [ 23 ] |
| 24 aprile 1995  | 14 giugno 1999  | Piero Gamba                | centro                                             | Sindaco | [ 23 ] |
| 14 giugno 1999  | 14 giugno 2004  | Piero Gamba                | centro                                             | Sindaco | [ 23 ] |
| 14 giugno 2004  | 7 giugno 2009   | Maria Teresa Margher Mairo | centro-sinistra                                    | Sindaco | [ 23 ] |
| 8 giugno 2009   | 26 maggio 2014  | Maria Teresa Margher Mairo | centro-sinistra                                    | Sindaco | [ 23 ] |
| 26 maggio 2014  | 26 maggio 2019  | Gianfranco Guerrini        | lista civica: Uniamo Vinovo                        | Sindaco | [ 23 ] |
| 26 maggio 2019  | 12 giugno 2024  | Gianfranco Guerrini        | lista civica: Uniamo Vinovo                        | Sindaco | [ 23 ] |
| 12 giugno 2024  | in carica       | Maria Grazia Midollini     | liste civiche: Uniamo Vinovo - Vinovo Progressista | Sindaco | [ 23 ] |

### Gemellaggi
- Luque, comune argentino del Dipartimento di Río Segundo nella provincia di Córdoba;[senza fonte]
- Casalbore, dal 2011, comune irpino in provincia di Avellino.[24]

## Sport

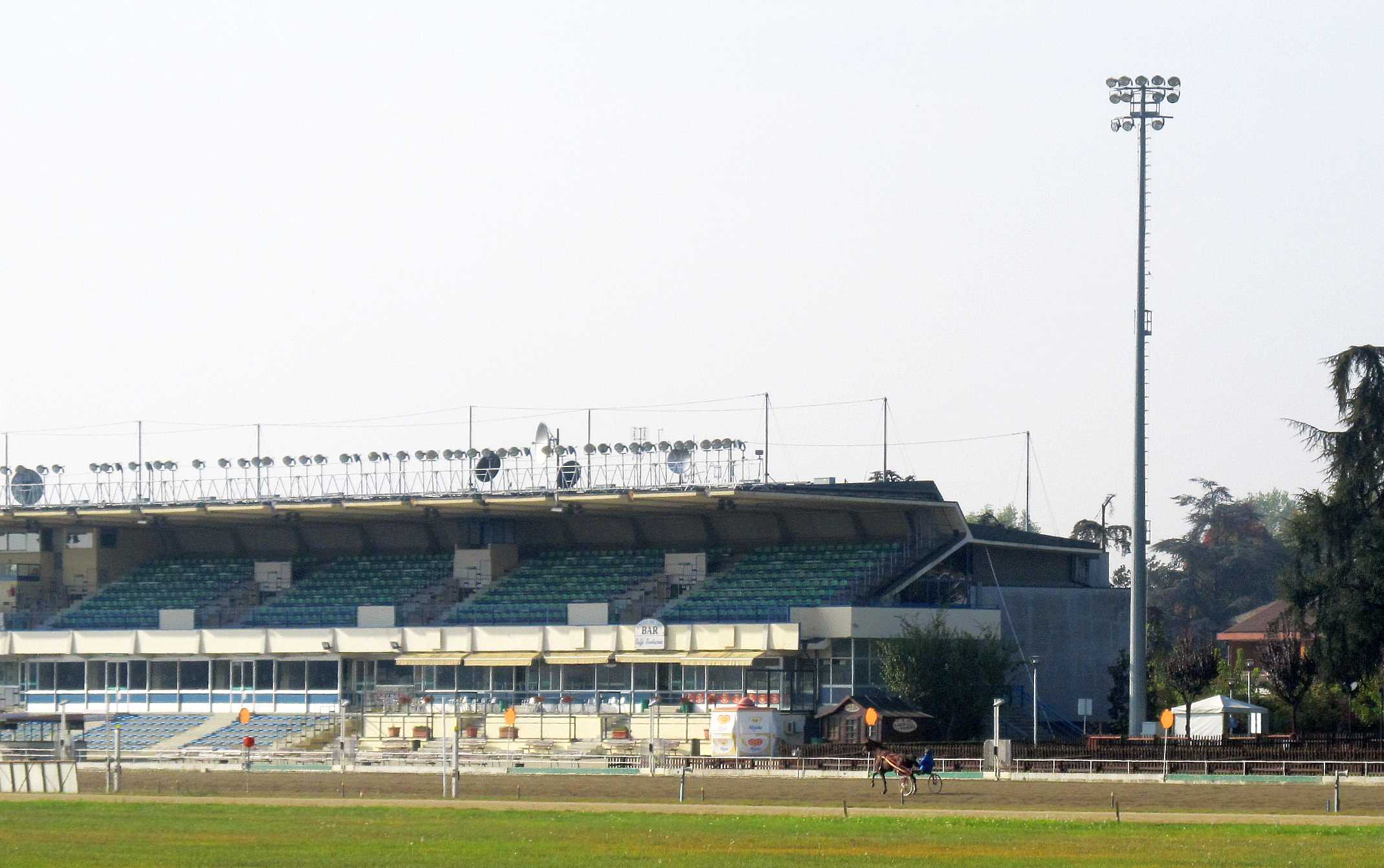
L'ippodromo del trotto nel 2012

### Calcio
La società calcistica locale è il Chisola, nata nel 1998 dalla fusione di tre club preesistenti del circondario (Candiolo, Piobesi e CCR Vinovo) e che opera, oltre che a Vinovo, nella limitrofa Piobesi Torinese. Contraddistinta dai colori bianco-blu, vanta come massimo successo della propria storia societaria la partecipazione alla Serie D. Le gare interne si disputano al campo sportivo Dino Marola.

### Impianti sportivi
All'inizio degli anni sessanta furono eretti a Vinovo due ippodromi: uno per le corse al trotto ed uno per quelle al galoppo. Nell'area dell'ex ippodromo dedicato alle gare di galoppo, abbattuto nel 2005, è stato costruito il centro sportivo Juventus Training Center, inaugurato nel 2006.

### Ciclismo
Vinovo ha dato i natali al ciclista Giovanni Valetti, vincitore nel 1938 e nel 1939 del Giro d'Italia.

Altre attività sportive
Nel paese è presente una Polisportiva, la Polisportiva Jolly Vinovo, che offre al pubblico, a bambini, ragazzi, adulti e anziani, diversi sport e vari corsi.
La Polisportiva nasce alla fine degli anni '70 per volontà di un gruppo di ragazzi che decidono di partecipare ad un campionato FIPAV (Federazione Italiana Pallavolo) di Terza Categoria nell'anno sportivo 1978-1979. 
Alla sua nascita la Polisportiva si affilia immediatamente al Centro Nazionale Sportivo Libertas.
Dall'anno sportivo 2000-2001 si affilia poi alla Federazione Ginnastica d'Italia (FGI), a cui è affiliata tutt'oggi, partecipando con i suoi atleti a gare Silver e Gold di Ginnastica Ritmica e Artistica Maschile e Femminile.
Nell'anno sportivo 2003-2004 partecipa ai Campionati di Basket organizzati dalla UISP e dal CSI, e si affilia alla Federazione Italiana di Atletica Leggera (FIDAL), e a quella di Twirling (FITw), partecipando a gare federali con i suoi atleti.
Attualmente la Polisportiva continua ad offrire al pubblico diversi corsi, tra cui: Basket e Minibasket, Ginnastica Ritmica, Ginnastica Artistica Maschile e Femminile, Ginnastica per Adulti, Pilates e Pole-dance.